# 惣社町 (栃木市)
惣社町（そうじゃまち）は、栃木県栃木市の町名。郵便番号は328-0002。

## 地理
国府地区東部に位置し、東は下都賀郡壬生町と接する。
中部を東西に栃木県道2号宇都宮栃木線（惣社今井バイパス）が通過し、東部を思川が南北に流れる。栃木市役所国府支所や国府郵便局が所在し、国府地区の中心地となっている。中部に下野国総社大神神社があり、東部に惣社東産業団地及び日本最大の女子刑務所である栃木刑務所が下都賀郡壬生町壬生乙と当地区に跨って立地する。
隣接する地名
- 東 - 下都賀郡壬生町壬生乙
- 西 - 大塚町
- 南 - 国府町、田村町、大光寺町
- 北 - 柳原町

河川
- 思川

## 歴史
沿革
- 1889年（明治22年）4月1日 - 町村制施行により、栃木県下都賀郡惣社村が国府村、大光寺村、田村、寄居村、大塚村、柳原新田と合併し国府村が成立、国府村惣社となる。
- 1957年（昭和32年）3月31日 - 国府村が栃木市に編入され、栃木市惣社町となる。

## 世帯数と人口
2017年（平成29年）8月31日現在の世帯数と人口は以下の通りである。
| 町丁   | 世帯数  | 人口    |
| ------ | ------- | ------- |
| 惣社町 | 702世帯 | 1,727人 |

## 交通

### 道路
主要地方道
- 栃木県道2号宇都宮栃木線（栃木街道・惣社今井バイパス）

一般県道
- 栃木県道296号小山都賀線

## 小・中学校の学区
市立小・中学校に通う場合、学区は以下の通りとなる。
| 番地 | 小学校               | 中学校             |
| ---- | -------------------- | ------------------ |
| 全域 | 栃木市立国府北小学校 | 栃木市立東陽中学校 |